# Torre Imagina la Pau
La Torre Imagina la Pau (en islandés: Friðarsúlan) és un memorial a John Lennon situat a l'illa Viðey, a la Badia Kollafjørður, a la rodalia de Reykjavík, capital d'Islàndia, inaugurat el 9 d'octubre del 2007. L'obra, de l'artista Yoko Ono, vídua del beatle, és, encara, un monument-símbol a la pau mundial. Consta d'una torre de llum, projectada a partir d'una pedra monumental blanca a la paret de la qual està esculpida l'expressió "Imagina la pau" en 24 idiomes. Aquestes escriptures i el nom de la torre són una referència a la cançó de Lennon Imagine. És projectada, a partir d'aquesta base, una torre de llum d'alt abast que il·lumina el cel verticalment.
La torre es compon de 15 holofots amb prismes que actuen com espills, reflectint la columna de llum verticalment al cel a partir d'un pou dels desigs de 10 metres d'amplada. La torre moltes vegades arriba a la base dels núvols i, de fet, pot ser vista penetrar-ne la cobertura. En nits clares, la llum del monument sembla arribar a una altitud d'almenys 4.000 m. L'energia per a les llums és subministrada per l'única xarxa d'energia geotèrmica islandesa, i s'hi utilitzen uns 75 kW de potència.
Estan enterrats a sota de la torre de llum més de 500.000 desigs escrits que Ono va reunir al llarg dels anys en un altre projecte, anomenat "Arbres dels desigs". Ono planeja que la torre es mantinga encesa, cada any, des del 9 d'octubre, aniversari de Lennon, fins al 8 de desembre, data en què li van disparar i va morir. Islàndia fou seleccionada per al projecte per la seua bellesa natural i el seu ús d'energia geotèrmica.
La construcció de la torre començà el 9 d'octubre de 2006, quan Ono va decidir-ne l'emplaçament, presentat oficialment en la mateixa data de l'any següent. La cerimònia d'inauguració es va transmetre internacionalment per mitjà d'incomptables xarxes de televisió. En l'ocasió, hi havia Ono, el seu fill Sean Lennon, el company beatle Ringo Starr, Olivia Harrison, vídua de George Harrison, i el fill de la parella, Dhani Harrison. Paul McCartney va ser convidat, però no va poder comparéixer perquè es trobava en un procés judicial. Yoko Ono va dir-ne en la inauguració que la torre era la millor cosa que ella i John havien fet.

## Les frases de la torre

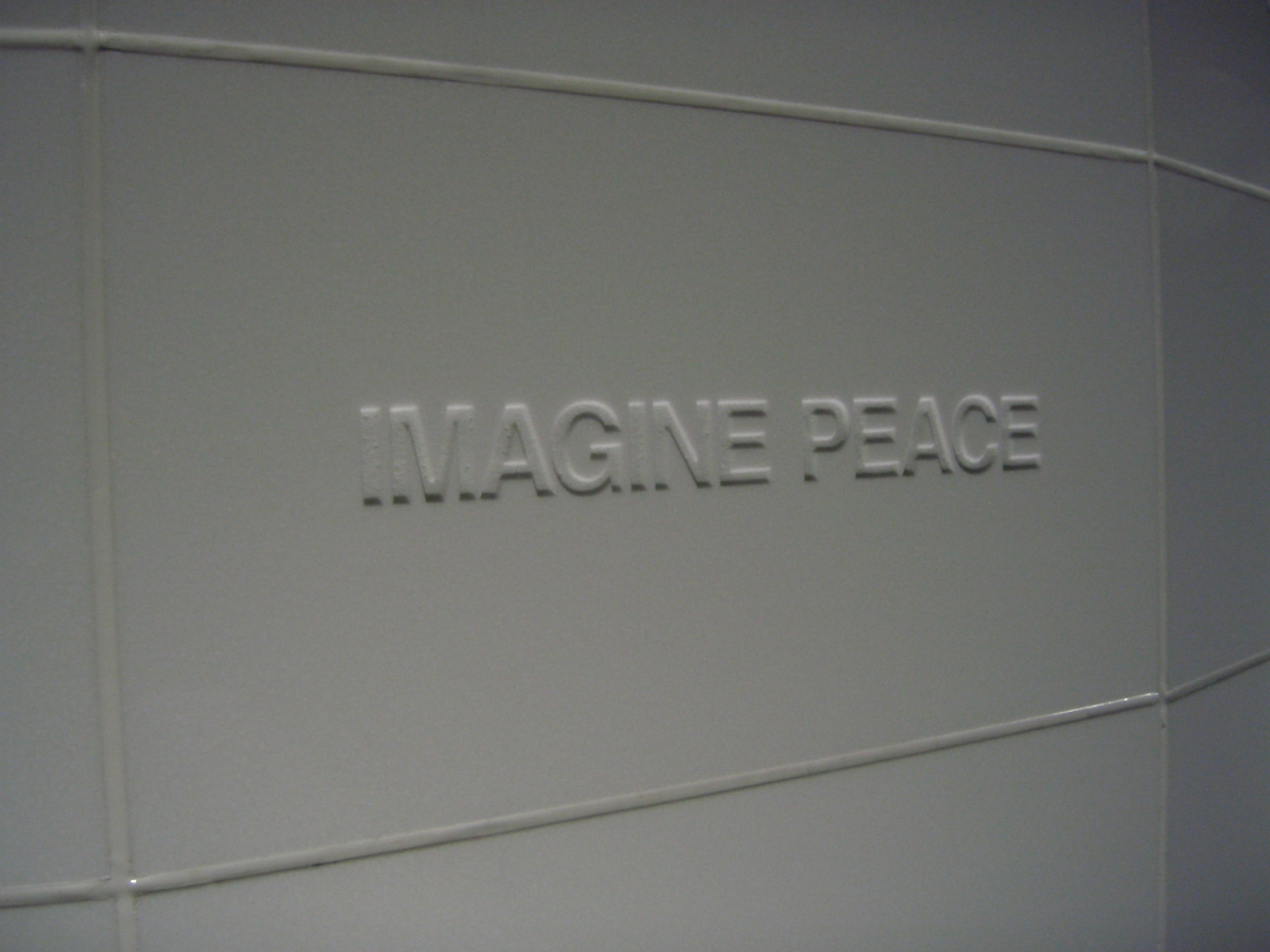
El missatge "Imagina la Pau" escrita en anglés en el pilar del monument

La frase està escrita a la torre en 24 llengües (però no pas en islandès).
Hi ha, també, un panell afegit, en anglès, en què es llegeix:
| «           | Dedico aquesta torre de llum a John Lennon El meu amor per tu és per sempre Yoko Ono 9 d'octubre de 2007 | » |
| — Yoko Ono, | |   |